# Мюлеггбан
47°25′20″ пн. ш. 9°22′39″ сх. д. / 47.42211667° пн. ш. 9.37763056° сх. д.
Мюлеггбан (нім. Mühleggbahn AG) — похилий ліфт, що сполучає старе місто Санкт-Галлен, Швейцарія з місцевою зоною відпочинку Драй-Вайерен і районом Санкт-Георген на південному пагорбі Санкт-Галлена. 
Лінію було відкрито в 1893 році як фунікулер з водяним баластом, в 1950 році її переобладнали на зубчасту залізницю, а в 1975 році — на похилий ліфт. Оперативне управління передано транспортній компанії міста Санкт-Галлен (VBSG).
Мюлеггбан — фунікулер з однією кабіною, який курсує повністю автоматично що 5 хвилин між двома станціями. 
Якщо кабіни немає на станції, її можна викликати натисканням кнопки, як у ліфті. 
Найбільша частина маршруту завдовжки 316 м веде через тунель з нахилом 208 — 228 ‰. 
Підйомник з лебідкою на верхній станції тягне кабіну з максимальною швидкістю 4,8 м/с, завдяки чому кабіна долає перепад висот у 69 метрів з максимальною кількістю 30 пасажирів за час у дорозі близько 90 секунд. 
Трифазний привід працює в режимі рекуперації під час спуску, так що частину електричної енергії можна відновити.